# Pasta con le sarde

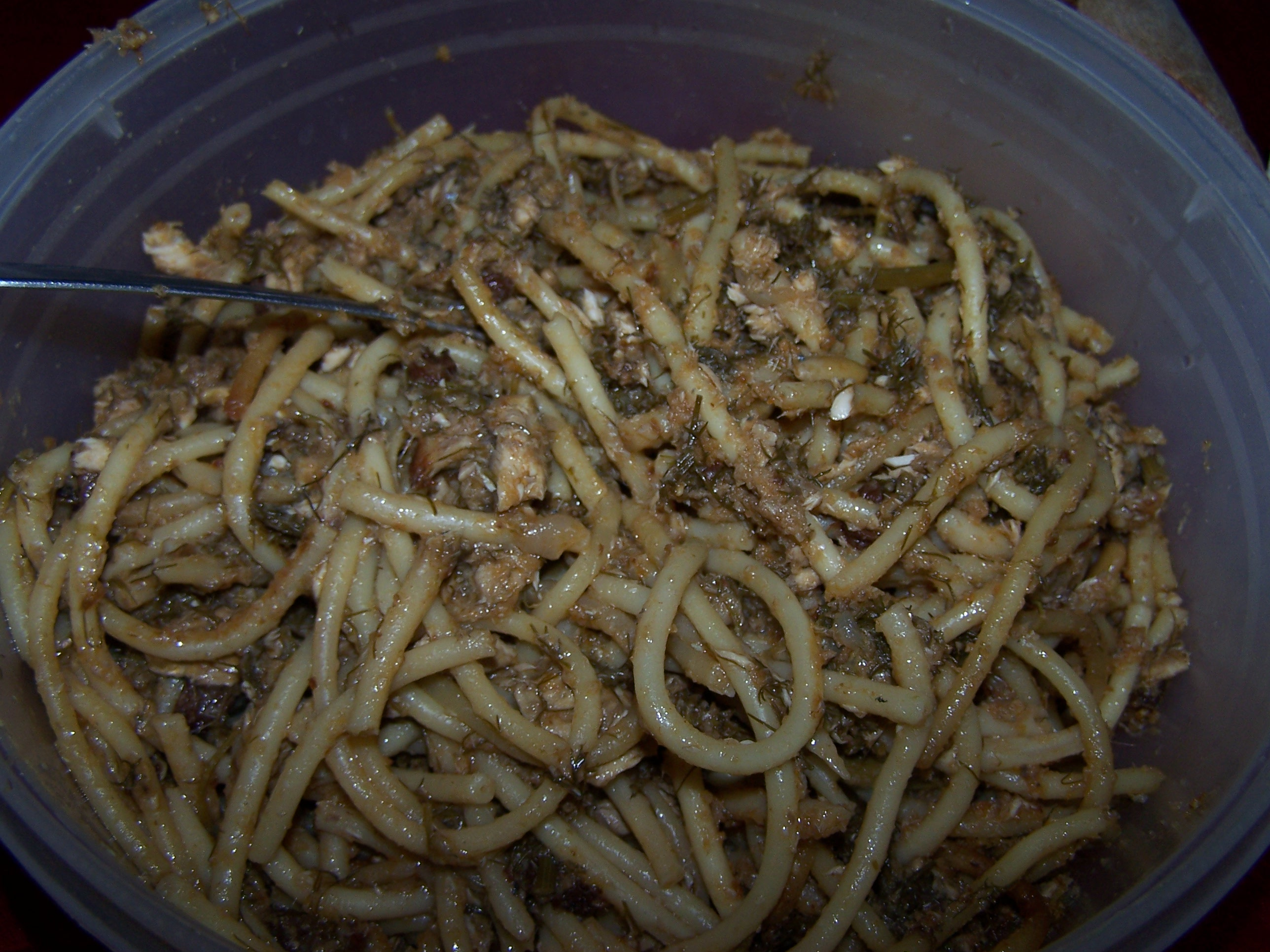
Plato con Pasta con le sarde

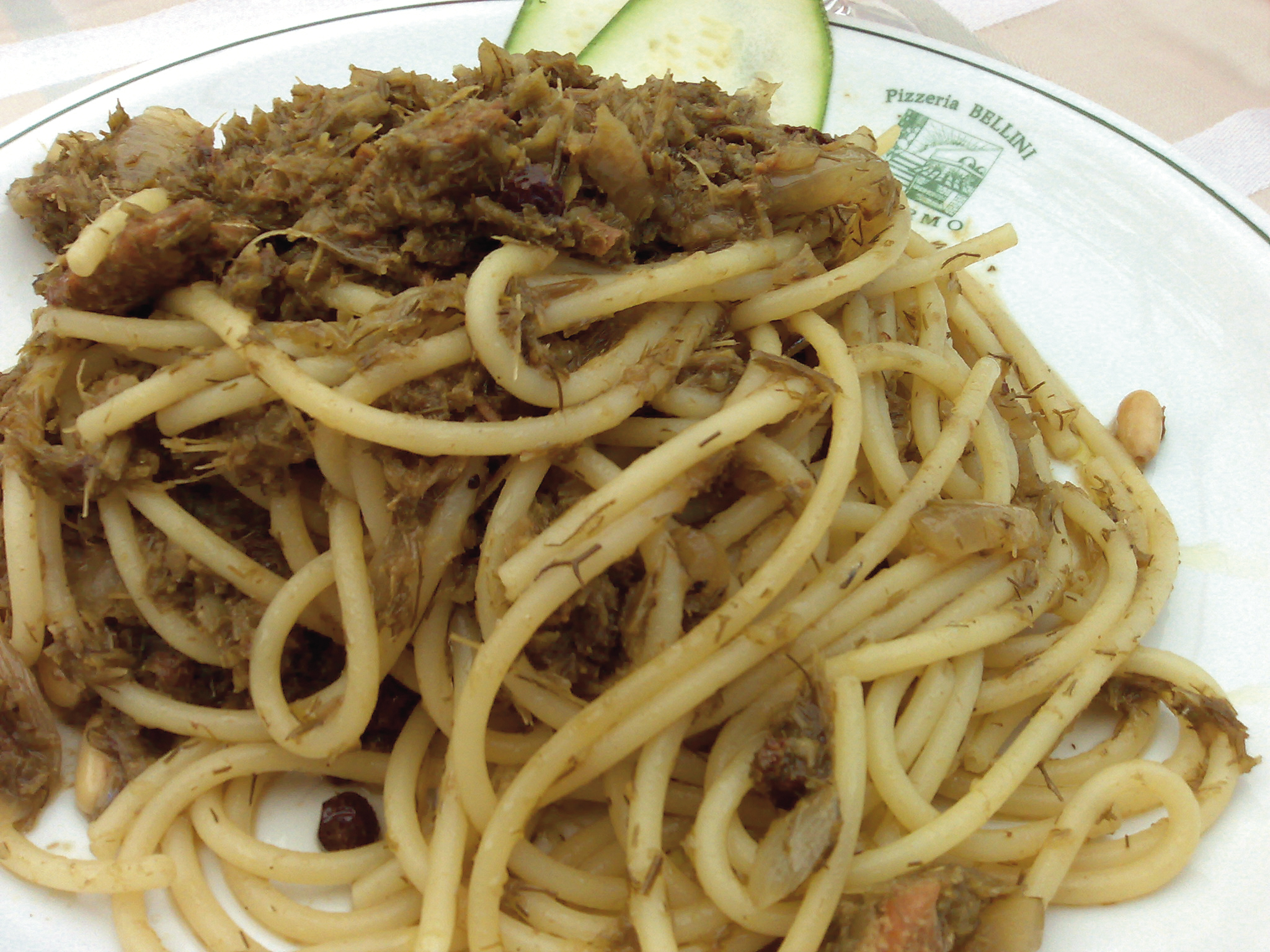
Plato con Pasta con le sarde en Palermo.

La pasta con le sarde (en italiano) pasta chî sardi o pasta cche sardi en siciliano o, en castellano, pasta con sardinas, es un plato típico tradicional de la cocina siciliana, en concreto de la ciudad de Palermo, capital de la isla que se encuentra al noroeste de esta, y de la ciudad de Mesina, otra antigua capital.

## Descripción
El plato se prepara con pasta, que puede ser de diferentes tipos (generalmente Maccheroni), sardinas frescas e hinojo. También contiene aceite de oliva, cebolla, pasas y piñones. Se suele añadir un poco de anchoas para dar sabor, y también unas hebras de azafrán para dar sabor y color. Suele contener también algunas anchoas conservadas en aceite o en sal. No lleva tomate.
La salsa se prepara separadamente de la pasta. Primero se sofríe un poco la cebolla rallada en aceite de oliva, a la que se añaden las sardinas sin espinas y cortadas en trozos, las pasas, los piñones y las hojas de hinojo -sin el tallo central- previamente hervidas y escurridas. Se echa entonces un poco de agua de la cocción del hinojo y a veces, para enriquecer el plato, un poco de vino blanco. Se añaden unas hebras de azafrán y algo de sal y a continuación se deja sofreír todo poco a poco durante unos veinte minutos. La pasta, que suelen ser bucatinis (una especie de fideos gruesos de la longitud de los espaguetis o tallarines) o busiates (forma de largos tirabuzones), se cuece aparte en agua salada, se escurre y se añade a la salsa. Se mezcla todo bien y se espolvorea con pan rallado y salteado en un poco de aceite de oliva en una sartén.

## Características
Se trata de un plato muy antiguo. Es de suponer que tiene variantes a lo largo de la isla, por ejemplo en Catania (este de Sicilia) se emplea boquerón en lugar de sardina. En Mesina la preparación no prevé el uso de azafrán.